# St. Sergius und Bacchus (Kreuzebra)

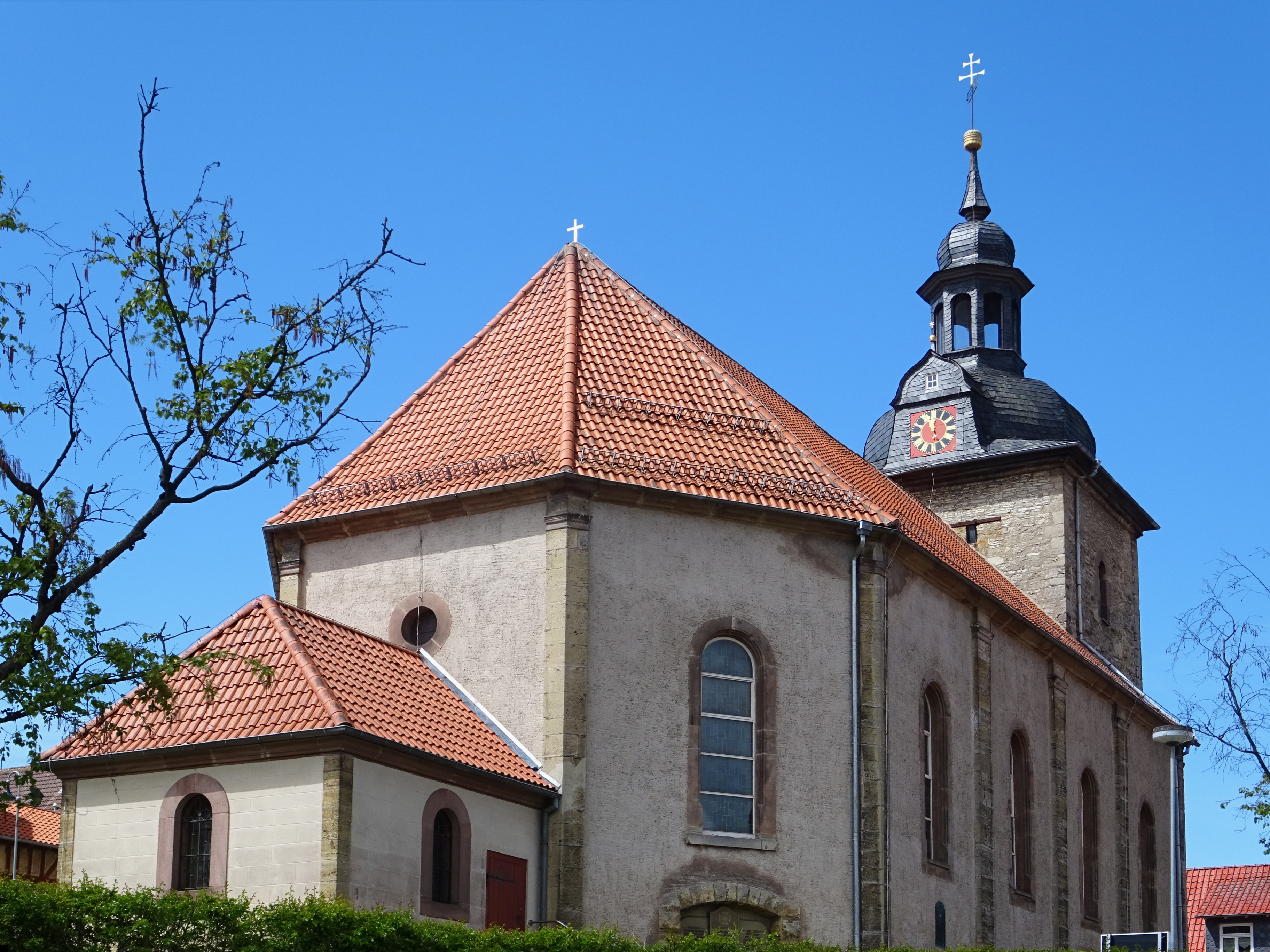
Dorfkirche St. Sergius und Bacchus

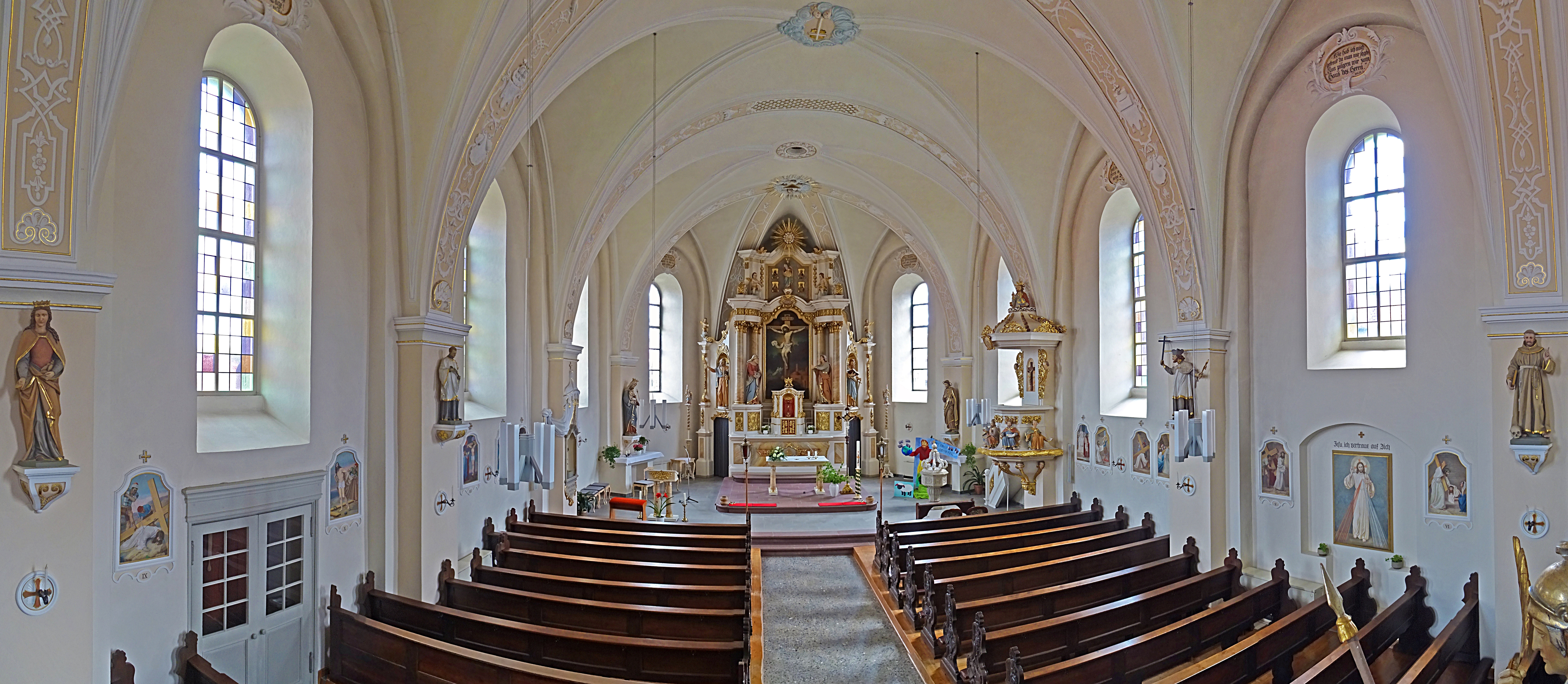
Innenraum-Panorama

Die römisch-katholische Filialkirche St. Sergius und Bacchus steht in Kreuzebra im thüringischen Landkreis Eichsfeld. Sie ist Filialkirche der Pfarrei St. Gertrud Dingelstädt im Dekanat Dingelstädt des Bistums Erfurt. Sie trägt das Patrozinium der heiligen Sergius und Bacchus.

## Geschichte

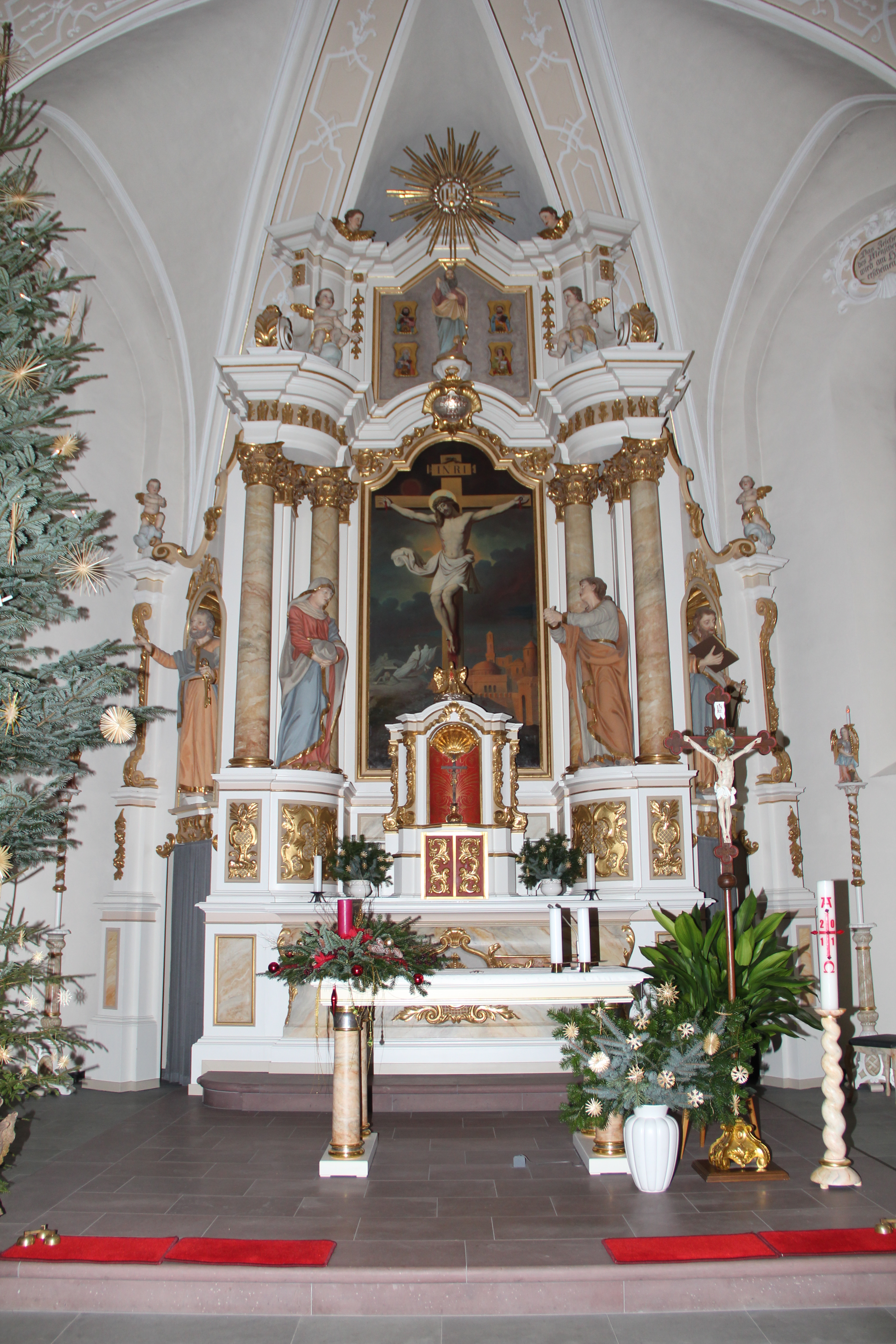
Hochaltar der Sankt-Sergius-und-Bacchus-Kirche in Kreuzebra

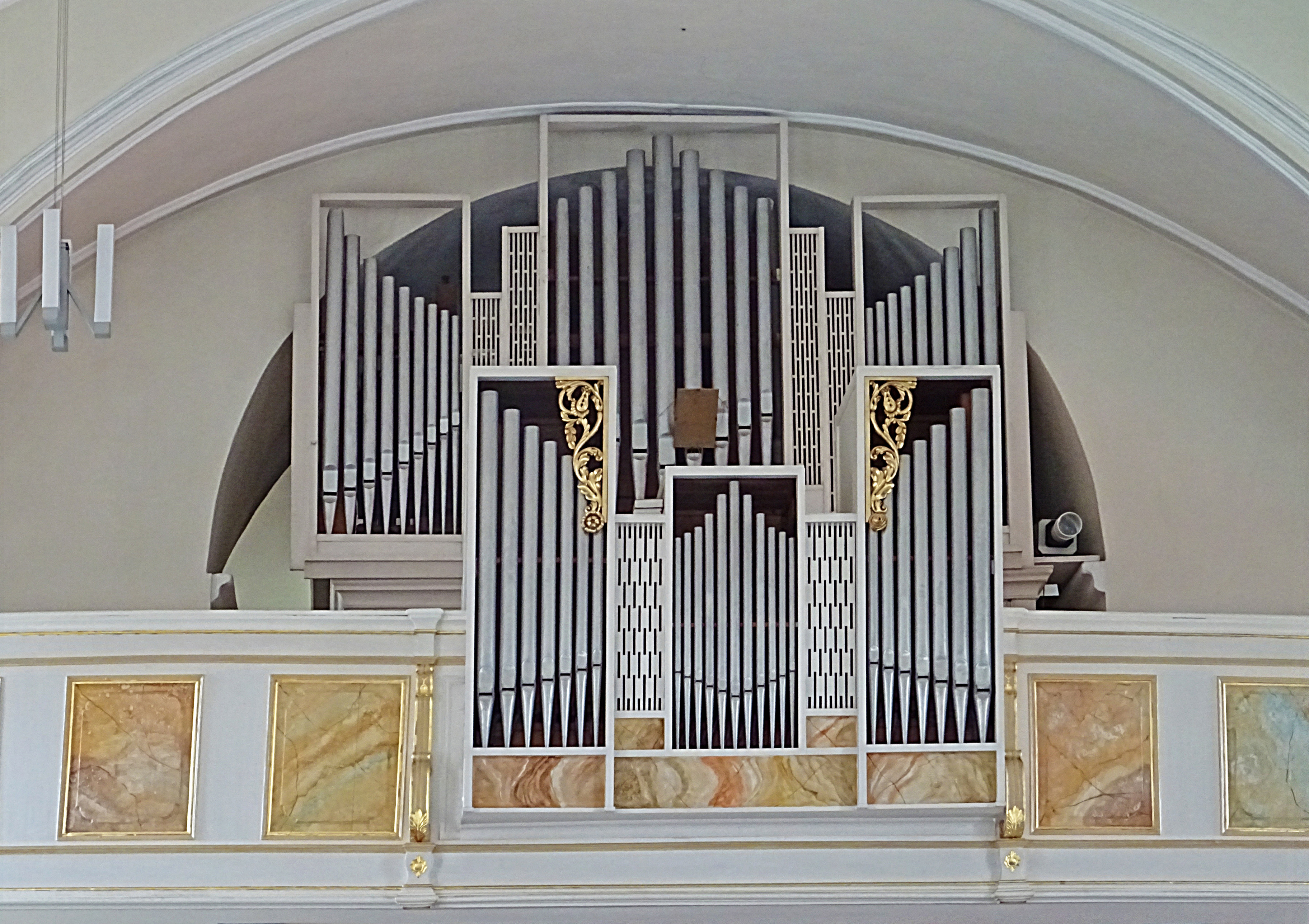
Die Orgel

1374 erwähnte man erstmals im Ort eine Pfarrei. Es ist davon auszugehen, dass es dann schon ein Gotteshaus gab. Das jetzige Gotteshaus wurde in den Jahren 1739 bis 1740 gebaut. Über eine Vorgängerkirche wurde nichts berichtet.
Dieses Gotteshaus wurde vom Weihbischof Christoph Ignatz von Gudenus aus Erfurt am 22. Oktober 1739 und Bischof Konrad Martin aus Paderborn im Juni 1868 geweiht. Später wird von der pastoralen Vereinigungen der Pfarreien Kreuzebra und Geisleden ab 1600 bis 1680 berichtet. Außerdem werden ab 1650 Kirchenbücher geführt.

### Patronatsrecht
Das Patronatsrecht über die Kirche in Kreuzebra übten über Jahrhunderte die Pröpste des St.-Martin-Stiftes in Heiligenstadt aus. Letztmals wurde 1766 durch den Propst Johann Heinrich von Bessinger in Kreuzebra ein Pfarrer eingesetzt. Danach übten die Mainzer Erzbischöfe unmittelbar das Propsteirecht über die Kirche aus. Nach dem Tod des letzten Erzbischofs und der Übernahme des Eichsfeldes durch das Königreich Preußen fiel das Patronatsrecht an den König von Preußen.

## Seelsorger
Folgende Pfarrer sind in Kreuzebra bis Anfang des 19. Jahrhunderts bekannt:
- Valentin Arand bis 1618
- Valentin Bona 1618
- Wolfgang Gregor Schröter 1653
- Johann Bode 1657/58
- Johann Hollenbach 1659 (in Heuthen)
- Isaias Mauritius Seehof 1660–1680
- Hermann Adolph Wachtel 1680–1683
- Johann Adam Schott 1683–1689
- Johann Kaspar Dewald 1689–1710
- Johann Franz Lippold 1710–1736
- Markus Philippus Hottenrott 1736–1766
- Karl Diegmann 1766–1777
- Christian Beckmann 1777–1784
- Johann Adam Klee 1784–1808
- Johann Diegmann 1808 bis